# Culicoides antunesi
Culicoides antunesi är en tvåvingeart som beskrevs av Oswaldo Paulo Forattini 1954. Culicoides antunesi ingår i släktet Culicoides och familjen svidknott. Inga underarter finns listade i Catalogue of Life.